# Domicela
Domicela – imię żeńskie pochodzenia łacińskiego (łac. Domitilla), utworzone od nazwy rodowej Domicjuszów. Pierwotnie oznaczało „pani domu”. 
Domicela imieniny obchodzi 7 maja i 12 maja.

## Osoby noszące imię Domicela
- Domitilla Starsza
- Domitilla Młodsza
- Domicela Kopaczewska